# VdB 1
vdB 1 est une petite nébuleuse diffuse, visible dans la constellation de Cassiopée.
On l'observe à quelques minutes d'arc au sud-est de l'étoile brillante β Cassiopeiae (Caph), dont la luminosité diffuse perturbe considérablement l'observation de la nébuleuse. Elle a une structure allongée avec une tache sombre au centre, ce qui lui donne l'apparence d'une sorte d'anneau. Sur le côté est se trouve l'étoile responsable de l'illumination de vdB 1, HD 627, une étoile bleu-blanc de la séquence principale.
Son importance est liée à la présence d'une étoile pré-séquence principale connue sous le nom de V633 Cassiopeiae (ou HBC 3 ou LkHα 198), identifiée pour la première fois en 1960. Son spectre a été estimé à B3, B9 ou A5 selon l'interprétation, sa distance est de 600 parsecs (2 000 années-lumière) et sa luminosité réelle est de 160 L☉. Elle présente également une forte activité cataclysmique, avec des éruptions. Au cours des années 1990, une étoile compagnon a été découverte nichée au plus profond du nuage, qui semble être principalement responsable d’une grande partie de l’émission proche infrarouge observée dans la région. Sa distance avec l'étoile primaire serait d'environ 3300 UA et sa luminosité serait d'environ 100 L☉.
Au sein du nuage, plusieurs jets sont connus, coïncidant avec autant d'objets HH : c'est le cas de HH 161, au sud-est de V633 Cas et lié à son compagnon caché, HH 162, associé au proche V376 Cas, et de HH 164, dont la source est la même que V633 Cas,. Trois autres jets, catalogués HH 800, HH 801 et HH 802, seraient connectés à V633 Cas et à son compagnon, avec un jet puissant visible même en lumière optique et mesurant 2 parsecs (environ 7 années-lumière) de longueur.